# Autopompa
Autopompa – rodzaj pompy pożarniczej. Pompa wirowa najczęściej wielostopniowa i stanowi główny element układu wodno-pianowego samochodu gaśniczego. Na stałe zamontowana w samochodzie pożarniczym napędzana przez silnik tego pojazdu określana symbolem A. Autopompa służy do podawania wody gaśniczej ze zbiorników (własnego zbiornika wody lub zbiorników otwartych np. rzeki) do węży tłocznych, urządzeń szybkiego natarcia, działek wodnych itp. Zwykle dysponuje większą wydajnością niż motopompa, pozwala na podanie większej liczby linii gaśniczych do gaszenia pożaru.